# 芳賀地区広域行政事務組合
芳賀地区広域行政事務組合（はがちくこういきぎょうせいじむくみあい）は、栃木県真岡市、芳賀郡益子町・茂木町・市貝町・芳賀町の1市4町で構成する一部事務組合。

## 概要

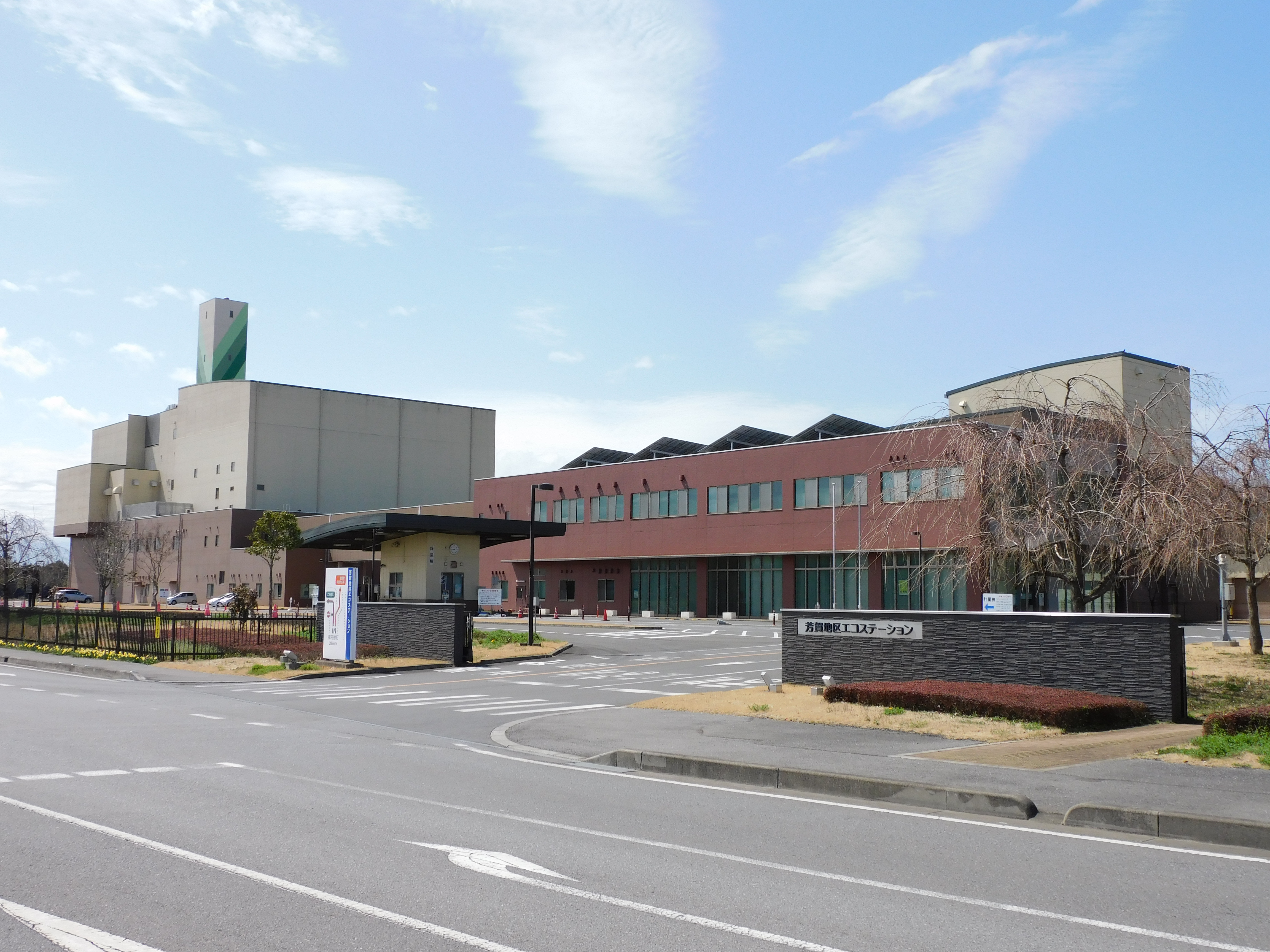
芳賀地区エコステーション

### 所在地
- 事務局 : 〒321-4415 栃木県真岡市下籠谷4412番地
- 環境クリーンセンター : 〒321-4106 栃木県益子町七井2430番地
- 芳賀地区エコステーション : 〒321-4412 真岡市堀内1839番地
- 消防本部 : 〒321-4305 真岡市荒町107番地1
- 斎場：栃木県真岡市熊倉町4961

### 主な事務事業
- 広域市町村圏の策定及び計画の連絡調整に関する事務
- し尿収集と処理に関する事務
- 斎場の設置及び維持管理に関する事務
- 職業訓練施設の設置及び維持管理に関する事務
- 卸売市場の設置及び維持管理に関する事務
- 職員の共同採用試験及び共同研修に関する事務
- 消防に関する事務（消防団を除く）
- 芳賀地区救急医療センターの設置及び管理運営に関する事務
- 救急医療対策事業のうち、病院群輪番制病院運営事業及び小児救急拠点病院運営事業の補助金の交付に関する事務
- ふるさと市町村圏計画の策定及び同計画に基づく事業の実施に関する事務
- 液化石油ガス設備工事届の受理に関する事務
- ごみ処理施設の設置及び管理運営に関する事務（真岡市、芳賀郡中部環境衛生事務組合が設置した施設を除く）
- 移動系防災行政無線設備のうち、統制局設置及び基地局設備の整備・管理運営に関する事務

### 組織
- 組合長
  - 副組合長
    - 事務局
      - 総務課
        - ふるさと振興係
        - 庶務企画係

      - 管理課
        - 管理係
          - 斎場
          - 真岡共同高等産業技術学校
          - 芳賀地区救急医療センター
          - 公設芳賀地方卸売市場

      - 環境クリーンセンター
        - 第1環境クリーンセンター
        - 第2環境クリーンセンター

      - 芳賀地区エコステーション
        - エコフォレスト

    - 消防本部

  - 会計管理者
    - 会計課
      - 会計係
- 監査委員
  - 書記
- 組合議会
  - 書記

## 常備消防
芳賀地区広域行政事務組合消防本部（はがちくこういきぎょうせいじむくみあいしょうぼうほんぶ）は、栃木県真岡市、芳賀郡の消防部局（消防本部）。

### 概要

#### 所在地
- 消防本部・真岡消防署 : 〒321-4305 栃木県真岡市荒町107番地1
  - 真岡西分署 : 〒321-4364 真岡市長田1974番地4
  - 二宮分署 : 〒321-4521 真岡市久下田1241番地1
  - 茂木分署 : 〒321-3564 栃木県芳賀郡茂木町増井38番地1
  - 芳賀分署 : 〒321-3304 栃木県芳賀郡芳賀町祖母井1064番地
  - 益子分署 : 〒321-4217 栃木県芳賀郡益子町益子2698番地1
  - 市貝分署 : 〒321-3423 栃木県芳賀郡市貝町塙1239番地3

#### 管内の概要
- 管内人口 : 140,716人
  - 真岡市 : 79,414人
  - 芳賀郡 : 61,302人
    - 益子町 : 22,500人
    - 茂木町 : 12,462人
    - 市貝町 : 11,388人
    - 芳賀町 : 14,952人
- 管内世帯数 : 50,909世帯
  - 真岡市 : 29,253世帯
  - 芳賀郡 : 21,656世帯
    - 益子町 : 7,839世帯
    - 茂木町 : 4,554世帯
    - 市貝町 : 4,180世帯
    - 芳賀町 : 5,083世帯
- 管内面積 : 563.84 km2
  - 真岡市 : 167.34 km2
  - 芳賀郡 : 396.50 km2
    - 益子町 : 89.40 km2
    - 茂木町 : 172.69 km2
    - 市貝町 : 64.25 km2
    - 芳賀町 : 70.16 km2

2018年（平成30年）4月1日現在

### 沿革
- 1971年（昭和46年）
  - 4月1日 - 芳賀地区広域行政事務組合の設立に伴い、芳賀地区広域行政事務組合消防本部が設置。
  - 5月25日 - 真岡市消防本部から消防事務を移行。
- 1994年（平成6年）12月21日 - 茂木町城山公園内に無線前進基地局・遠隔制御装置を新設。
- 2004年（平成16年）4月1日 - 消防緊急通信指令施設の運用を開始。

### 組織
- 消防長
  - 消防次長
    - 総務課
      - 経理係
      - 庶務係

    - 予防課
      - 保安係
      - 指導係
      - 予防係

    - 通信指令課
      - 通信指令第1係
      - 通信指令第2係

    - 警防課
      - 警防係

    - 真岡消防署
      - 庶務係
      - 予防係
      - 警防第1係
      - 警防第2係
      - 救助第1係
      - 救助第2係
      - 救急第1係
      - 救急第2係
      - 分署（真岡西、二宮、茂木、芳賀、益子、市貝）
        - 警防第1係
        - 警防第2係
        - 救急第1係
        - 救急第2係

### 配置車両
- 連絡車 - 3
- 査察車 - 2
- 広報車 - 1
- 水槽付ポンプ車 - 8

- 化学消防自動車 - 1
- 救助工作車 - 1
- 指揮車 - 1
- 指揮連絡車 - 5
- 高規格救急車 - 8
- 消防ポンプ車 - 5

- 先端屈折式35mはしご付消防ポンプ自動車-1

2018年（平成30年）4月1日現在